# George Alcock
Pour les articles homonymes, voir Alcock.
George Eric Deacon Alcock (28 août 1912 Peterborough, Cambridgeshire – 15 décembre 2000) est un astronome anglais. Il a été un des découvreurs de novas et de comètes les plus prolifiques, avec l'usage de méthodes visuelles.
L'astéroïde (3174) Alcock est nommé en son honneur.